# Anton Lienert-Brown

a Compétitions nationales et continentales officielles uniquement.

b Matchs officiels uniquement.
Dernière mise à jour le 25 novembre 2024.
Anton Lienert-Brown, né le 15 avril 1995 à Christchurch (Nouvelle-Zélande), est un joueur de rugby à XV international néo-zélandais évoluant au poste de centre. Il évolue avec la franchise des Chiefs en Super Rugby depuis 2014, et avec la province de Waikato en National Provincial Championship depuis 2014 également. Il mesure 1,85 m pour 96 kg.

## Carrière

### En club
Alors qu'il n'est âgé que de 18 ans et n'a encore jamais joué dans le championnat provincial, Anton Lienert-Brown est sélectionné dans le groupe élargi de la franchise des Chiefs en Super Rugby lors de la saison 2014. Il fait ses débuts professionnels le 29 mars 2014 lors d'un match contre les Bulls en étant titularisé à l'aile, un poste inhabituel pour lui.
La même année, il fait également ses débuts avec la province de Taranaki en NPC.
En 2016, après deux saisons d'adaptation avec les Chiefs, où il ne dispute que 8 matchs, il profite du départ de Sonny Bill Williams pour s'imposer comme un titulaire au poste de centre malgré la concurrence des All Blacks Charlie Ngatai et Seta Tamanivalu. Ses qualités techniques et de franchisseur, ainsi que le fait qu'il peut jouer indifféremment en premier ou second centre, lui ouvre les portes de la sélection nationale à l'issue de la saison de Super Rugby,.
Lors de la saison 2021 de Super Rugby Aotearoa, il dispute avec son équipe la finale du championnat, où son équipe s'incline face aux Crusaders,.

### En équipe nationale
Anton Lienert-Brown a joué avec l'équipe de Nouvelle-Zélande des moins de 20 ans entre 2014 et 2015, participant aux championnats du monde junior 2014 et 2015, remportant ce dernier.
En août 2016, il est sélectionné pour la première fois par Steve Hansen pour évoluer avec les All Blacks dans le cadre du Rugby Championship 2016 où il remplace Sonny Bill Williams blessé. Il connait sa première cape internationale le 27 août 2016 à l’occasion d’un match contre l'équipe d'Australie à Wellington.
En août 2019, il est retenu dans le groupe de 31 joueurs sélectionné pour disputer la Coupe du monde au Japon. Il dispute deux matchs lors de la phase de poule, contre l'Afrique du Sud et la Namibie. Il est ensuite titularisé lors du quart de finale contre l'Irlande et lors de la demi-finale perdue face à l'Angleterre, avant d'être remplaçant lors du match pour la troisième place contre le pays de Galles,.

## Palmarès

### En club et province
- Finaliste du Super Rugby Aotearoa en 2021 avec les Chiefs.
- Finaliste du Super Rugby en 2023, 2024 et 2025 avec les Chiefs.

### En équipe nationale
- Vainqueur du Championnat du monde junior en 2015 avec l'équipe de Nouvelle-Zélande des moins de 20 ans.
- Vainqueur du Rugby Championship en 2016, 2017, 2018, 2020, 2021 et 2023 avec l'équipe de Nouvelle-Zélande.
- Troisième de la Coupe du monde en 2019 avec l'équipe de Nouvelle-Zélande.
- Finaliste de la Coupe du monde en 2023 avec l'équipe de Nouvelle-Zélande.

## Statistiques
Au 25 novembre 2024, Anton Lienert-Brown compte 83 capes en équipe de Nouvelle-Zélande, dont 44 en tant que titulaire, depuis le 27 août 2016 contre l'équipe d'Australie à Wellington. Il inscrit 15 essais (75 points). Avec les Kiwis, il dispute deux Coupe du monde en 2019 et en 2023. Il participe à huit éditions du Rugby Championship, en 2016, 2017, 2018, 2019, 2020, 2021, 2023 et 2024. Il dispute trente-et-une rencontres dans cette compétition,.